# Дом на краю света (фильм)
«Дом на краю́ све́та» — мелодрама по одноимённому роману лауреата Пулитцеровской премии Майкла Каннингема. Повествование в фильме ведётся от лица нескольких главных героев. Премьера картины состоялась 9 июня 2004 года на ЛГБТ-кинофестивале в Нью-Йорке.

## Сюжет
Неблагополучный подросток Бобби Морроу живёт в пригороде Кливленда. После смерти отца Бобби, ранее уже потерявший старшего брата и мать, попадает в семью своего друга Джонатана. Мальчики становятся лучшими друзьями. Однажды ночью их дружба выходит за рамки братской: они становятся близки, но пока это не более чем эксперимент с собственной развивающейся сексуальностью.
Когда подростки становятся старше, судьба разводит их. Они встречаются снова в Нью-Йорке середины 80-х. Джонатан, теперь открытый гомосексуал, снимает квартиру на пару с эксцентричной молодой женщиной Клер, и Бобби вскоре переезжает к нему. Клер, которая ранее планировала завести ребёнка от Джонатана, соблазняет Бобби, а Джонатан тем временем осознаёт, что влюблён в друга. Бобби, Клер и Джонатан продолжают жить вместе, образовав нечто среднее между семьёй и любовным треугольником.
В итоге Клер покидает мужчин со своим маленьким ребёнком, которого родила от Бобби. Она понимает, что ей не место среди них и что она оказалась «третьей лишней». А парни остаются в «доме на краю света», который нашли на отшибе, обустроили и придали ему необходимый уют.
В конце фильма, спустя примерно полгода после ухода Клер, в морозный солнечный день, Бобби и уже смертельно больной СПИДом Джонатан развеивают прах отца Джонатана на холме недалеко от их дома, и Джонатан просит Бобби развеять и его прах на том же месте, после его скорой смерти. Бобби даёт ему обещание поступить именно так и быть рядом с Джонатаном до самой смерти. Перед появлением титров зрителю даётся возможность ещё раз вернуться в то время, когда двое были ещё подростками и проводили всё своё время вместе — показывается сцена, где молодые Бобби и Джонатан приходят на кладбище и ведут там разговор.

## В ролях
| Актёр           | Роль                 |
| --------------- | -------------------- |
| Колин Фаррелл   | Бобби Морроу         |
| Даллас Робертс  | Джонатан Гловер      |
| Робин Райт-Пенн | Клер                 |
| Мэтт Фрюэр      | Нед Гловер           |
| Сисси Спейсек   | Элис Гловер          |
| Эрик Скот Смитт | Бобби в молодости    |
| Харрис Аллан    | Джонатан в молодости |

## Номинации
- 2004 — Премия Ирландской академии кино и телевидения — лучший актёр (Колин Фаррелл)

## Интересные факты
- Сцены с обнажённым Колином Фаррелом не вошли в фильм, так как были плохо восприняты зрителями на предварительном просмотре. Обнажённый Колин довёл до обморочного состояния женщин в зале, из-за чего мужчины почувствовали себя неловко[2].